# Španska kolonizacija Amerike
Prekomorska ekspanzija pod Krunom Kastilje pokrenuta je pod kraljevskom vlašću, a prvi su je realizovali španski konkvistadori. Izvršena je invazija Amerika i nove teritorije su inkorporirane u Špansko carstvo, s izuzetkom Brazila, Kanade, severoistoka Sjedinjenih Država i još nekoliko malih zemalja Južne Amerike i Kariba. Kruna je stvorila civilne i verske strukture za administraciju regiona. Motivacija za kolonijalnu ekspanziju bila je trgovina i širenje katoličke vere putem preobražavanja autohtonih žitelja.
Počevši od prispeća Kristofora Kolumba na Karibe 1492. godine i nastavljajući kontrolu nad ogromnom teritorijom tokom više od tri veka, Špansko carstvo se proširilo na Karipska ostrva, polovinu Južne Amerike, veći deo Centralne Amerike i veći deo Severne Amerike (uključujući današnji) Meksiko, Floridu, i jugozapadne i primorske pacifičko obalske regione Sjedinjenih Država. Procenjuje se da je tokom kolonijalnog perioda (1492-1832) ukupno 1,86 miliona Španaca naseljeno u Americi, a dodatnih 3,5 miliona je doseljeno tokom postkolonijalne ere (1850-1950); procena je da je u 16. veku naseljeno 250.000, a većina tokom 18. veka, jer je imigraciju podstakla nova dinastija Burbon. Suprotno tome, veličina autohtone populacije je redukovana za procenjenih 80% tokom prvog veka i po nakon Kolumbovih putovanja, prevashodno širenjem afroevroazijskih bolesti, Ovo se može smatrati prvim genocidnim aktom velikog obima u modernom dobu, iako je ova tvrdnja osporena zbog uvođenja bolesti, koje se smatrju nusproduktom kolumbijske razmene. Rasno mešanje bilo je centralni proces u španskoj kolonizaciji Amerike, i ultimatno je dovelo do latinoameričkog identiteta, koji kombinuje hispano i indijanske kulture.
Španija je uživala u kulturnom zlatnom dobu u šesnaestom i sedamnaestom veku, kada su srebro i zlato iz američkih rudnika sve više finansirali dugi niz evropskih i severnoafričkih ratova. Početkom 19. veka Špansko američki ratovi za nezavisnost rezultirali su secesijom i kasnijom balkanizacijom većine španskih kolonija u Americi, osim Kube i Portorika, koji su konačno napušteni 1898, posle Špansko-američkog rata, zajedno sa Gvamom i Filipinima u Tihom okeanu. Španski gubitak ovih poslednjih teritorija politički je okončao špansku vlast u Americi.

## Osvajanja
Katolički monasi Izabela od Kastilje, kraljica Kastilje i njen muž kralj Ferdinando, kralj Aragona, vodili su politiku zajedničke vladavine svojih kraljevstava i stvorili jedinstvenu Špansku monarhiju. Iako su Kastiljom i Aragonom zajedno vladali njihovi monarsi, oni su ostali odvojena kraljevstva. Katolički monarsi dali su zvanično odobrenje za planove đenovskog pomorca Kristofora Kolumba za putovanje u Indiju plovidbom na zapad. Finansiranje je stiglo od kraljice Kastilje, tako da se profit od španske ekspedicije pretočio u Kastilju. U proširenju španskog suvereniteta na njihove prekomorske teritorije, vlast nad ekspedicijama otkrivanja, osvajanja i naseljavanja pripadala je monarhiji.
Kraljevina Portugalija je odobrila seriju putovanja duž obale Afrike i kada su zaokružili južni vrh, mogli su da otplove do Indije i dalje na istok. Španija je tražila slično bogatstvo i odobrila je Kolumbovo putovanje na zapad. Jednom kada je došlo do španskog naseljavanja na Karibima, Španija i Portugal su formalizovali podelu sveta između sebe Ugovorom iz Tordesiljasaa iz 1494. godine. Duboko pobožna Izabela je videla širenje španskog suvereniteta neraskidivo upareno sa evangelizacijom nehrišćanskih naroda, takozvano „duhovno osvajanje“ sa vojnim osvajanjem. Papa Aleksandar VI je papskim dekretom, Inter caetera, od 4. maja 1493. podelio prava na zemlje na zapadnoj hemisferi između Španije i Portugala pod uslovom da šire hrišćanstvo. Ove formalne aranžmane između Španije, Portugala i pape ignorisale su druge evropske sile.

### Opšti principi ekspanzije
Španska ekspanzija se ponekad sažeto sumira kao „zlato, slava, Bog“. Potraga za materijalnim bogatstvom, unapređenje položaja osvajača i krune i širenje hrišćanstva. U širenju španskog suvereniteta na njene prekomorske teritorije, vlast za ekspedicije (entradas) otkrivanja, osvajanja i naseljavanja počivala je u monarhiji. Ekspedicije su zahtevale odobrenje krune, koja je izlagala uslove takve ekspedicije. Praktično sve ekspedicije nakon Kolumbovih putovanja, koje je finansirala kruna Kastilje, obavljene su o trošku vođe ekspedicije i njenih učesnika. Iako se često učesnici, konkistadori, sada nazivaju „vojnici“, oni nisu bili plaćeni vojnici u redovima vojske, već najamnici, koji su se pridružili ekspediciji sa očekivanjem da će od toga profitirati. Vođa ekspedicije, adelantado je bio starešina sa materijalnim bogatstvom i ugledom koji je mogao da ubedi krunu da mu izda dozvolu za ekspediciju. Takođe je morao da privuče učesnike u ekspediciju koji su uložili svoje živote i oskudno bogatstvo u očekivanju uspeha ekspedicije. Vođa ekspedicije založio je veći deo kapitala preduzeću, koje je u mnogome funkcionisalo kao trgovačko preduzeće. Nakon uspeha ekspedicije, ratni plen je podeljen srazmerno iznosu koji je učesnik u početku uložio, pri čemu je vođa dobio najveći deo. Učesnici su snabdevali sopstveni oklop i oružje, a oni koji su imali konja dobijali su dve akcije, jednu za sebe, dok je druga priznavala vrednost konja kao ratne mašine. Za eru osvajanja opšte su poznata dva imena Španaca jer su predvodili osvajanja visokih domorodačkih civilizacija, Ernan Kortes, vođa ekspedicije koja je pokorila Asteke u centralnom Meksiku, i Fransisko Pizaro, vođa osvajanja Inka u Peruu.

## Literatura
- Brading, D. A., The First America: the Spanish Monarchy, Creole Patriots, and the Liberal State, 1492–1867 (Cambridge: Cambridge University Press, 1993).
- Clark, Larry R. "Imperial Spain’s Failure to Colonize Southeast North America: 1513 - 1587" (TimeSpan Press 2017) updated edition to “Spanish Attempts to Colonize Southeast North America (McFarland Publishing 2010)
- Elliott, J. H. (2007). Empires of the Atlantic World: Britain and Spain in America, 1492–1830. New Haven: Yale University Press.. )
- Gibson, Carrie. (2015). Empire's Crossroads: A History of the Caribbean from Columbus to the Present Day. New York: Grove Press.. )
- Gibson, Carrie (2019). El Norte: The Epic and Forgotten Story of Hispanic North America. New York: Atlantic Monthly Press.
- Goodwin, Robert (2019). América: The Epic Story of Spanish North America, 1493-1898. London: Bloomsbury Publishing.
- Hanke, Lewis (1965). The Spanish Struggle for Justice in the Conquest of America. Boston: Little, Brown, and Co.
- Haring, Clarence H. (1947). The Spanish Empire in America. London: Oxford University Press.
- Kamen, Henry (2004). Empire: How Spain Became a World Power, 1492–1763. HarperCollins.
- Merriman, Roger Bigelow (1918). The Rise of the Spanish Empire in the Old World and in the New. London: Macmillan.. online free
- Portuondo, María M (2009). Secret Science: Spanish Cosmography and the New World. Chicago: Chicago UP.
- Restall, Matthew and Felipe Fernández-Armesto. The Conquistadors: A Very Short Introduction. 2012.. excerpt and text search
- Thomas, Hugh (2005). Rivers of Gold: the rise of the Spanish Empire, from Columbus to Magellan.
- Weber, David J (1992). The Spanish Frontier in North America. Yale University Press. ISBN 978-0-300-05198-8.
- Cañeque, Alejandro (2013). „The Political and Institutional History of Colonial Spanish America”. History Compass. 11 (4): 280—291. doi:10.1111/hic3.12043.
- Weber, David J (1987). „John Francis Bannon and the Historiography of the Spanish Borderlands: Retrospect and Prospect.”. Journal of the Southwest: 331—363.. See John Francis Bannon
- Weber, David J. (2005). „The Spanish Borderlands, Historiography Redux”. The History Teacher. 39 (1): 43—56. JSTOR 30036743. doi:10.2307/30036743.
- Altman, Ida; David Wheat, ур. (2019). The Spanish Caribbean and the Atlantic World in the Long Sixteenth Century. Lincoln: University of Nebraska Press. ISBN 978-0803299573.
- Burkholder, Mark A. and Lyman L. Johnson. (2019). Colonial Latin America (10th изд.). Oxford University Press. ISBN 978-0190642402.. Oxford University Press 2018
- Chipman, Donald E. and Joseph, Harriett Denise (1992). Spanish Texas, 1519–1821. Austin: University of Texas Press.
- Gibson, Charles (1966). Spain in America. New York: Harper and Row. ISBN 978-1299360297.
- Lockhart, James; Stuart B. Schwartz (1983). Early Latin America: A History of Colonial Spanish America and Brazil. New York: Cambridge University Press. ISBN 978-0521299299.
- Resendez, Andres (2016). The Other Slavery: The Uncovered Story of Indian Enslavement in America. Houghton Mifflin Harcourt. стр. 448. ISBN 978-0544602670.
- Restall, Matthew and Kris Lane (2011). Latin America in Colonial Times. New York: Cambridge University Press.
- Herzog, Tamar (1. 6. 2018). „Indigenous Reducciones and Spanish Resettlement: Placing Colonial and European History in Dialogue”. Ler História (на језику: енглески) (72): 9—30. ISSN 0870-6182. doi:10.4000/lerhistoria.3146.

## Spoljašnje veze
- „Indigenous Puerto Rico DNA evidence upsets established history”. Архивирано из оригинала 2. 3. 2012. г.
- The short film Spanish Empire in the New World (1992) is available for free download at the Internet Archive